# Kaplica Świętego Krzyża w Landsbergu

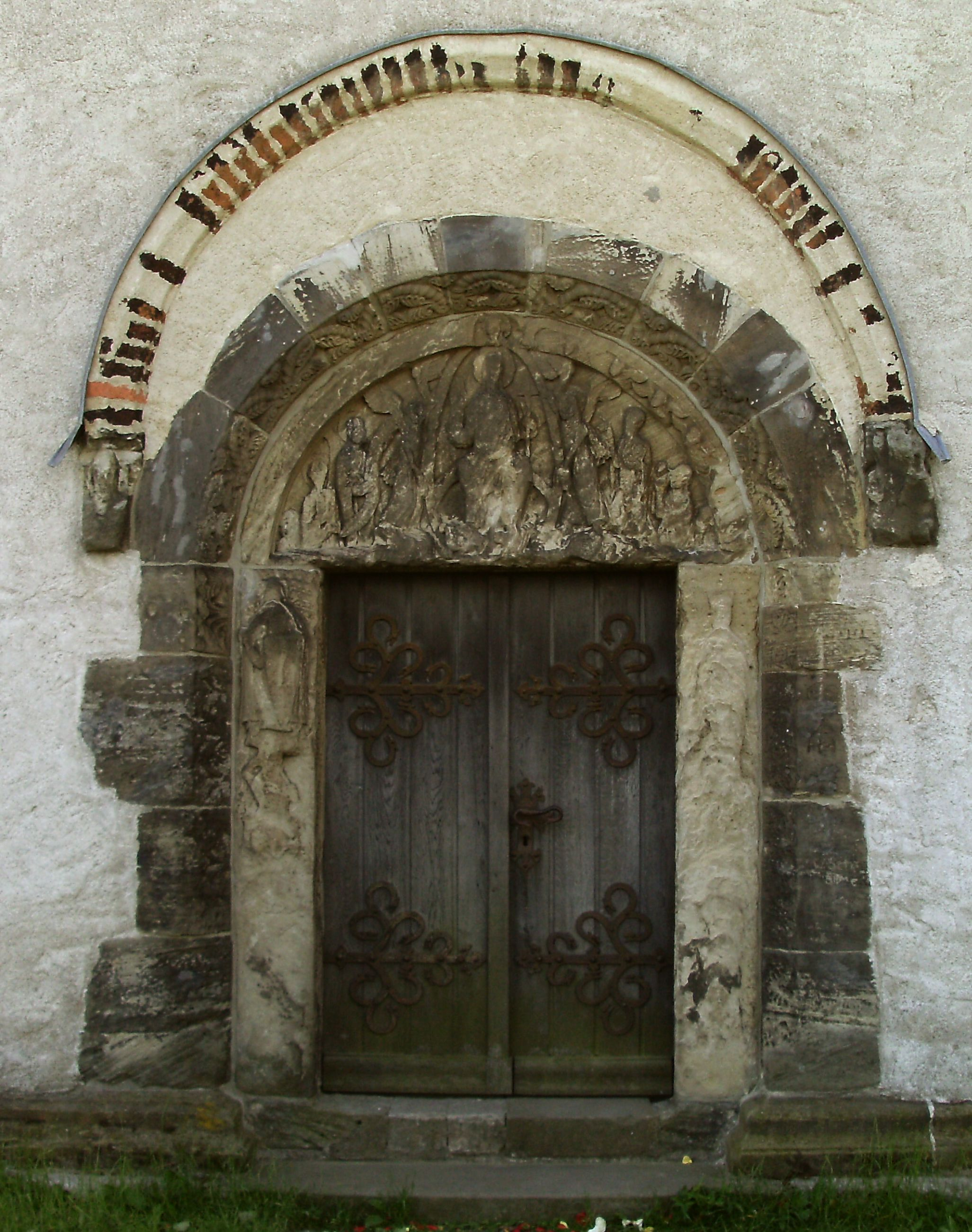
Główny portal wejściowy do kaplicy Św. Krzyża

Kaplica Świętego Krzyża (łac. Sanctae Crucis) – romańska kaplica dwupoziomowa z XII w., znajdująca się w Landsbergu w Niemczech, w kraju związkowym Saksonia-Anhalt; jedyny pozostały budynek dawnego zamku Landsberg.

## Historia
W 1136 margrabia Miśni Konrad Wielki został także margrabią Łużyc i rozpoczął fundację klasztoru augustianów, w ramach której wybudowano niewielką trójnawową bazylikę. Fundacja ta została z czasem porzucona, a augustianie trafili do innej fundacji pierwszych Wettynów – Petersbergu. Syn Konrada, Dytryk II, na miejscu klasztoru zbudował zamek, który stał się siedzibą margrabiów Łużyc.
Następca Dytryka, jego młodszy brat Dedo, a następnie syn Dedona Konrad II, przebudowali dawną bazylikę w dwupoziomową kaplicę pod wezwaniem Świętego Krzyża. Prace ukończono prawdopodobnie ok. 1200. 
Z czasem zamek stracił na znaczeniu i został przez Wettynów sprzedany. Około 1514 został zniszczony podczas walk Wettynów przeciwko ówczesnym właścicielom zamku. Jedyną ocalałą z zamku budowlą była kaplica.
24 stycznia 1546 miał zatrzymać się tutaj na noc Marcin Luter zmierzający z Wittenbergi do Eisleben (trzeci poziom kaplicy służył jako pomieszczenie mieszkalne). Według legendy miał wyryć na istniejącej do dziś kolumnie w kaplicy czterowiersz ze swym imieniem i nazwiskiem.
W 1659 kaplica straciła dach, który został przywrócony w 1662. Po 1815 znalazła się w granicach państwa pruskiego. W XVIII była remontowana, a w XIX i XX w. przeprowadzano w niej prace restauracyjne.

## Opis
Kaplica ma wyjątkowy charakter kaplicy dwupoziomowej. Jej obecny kształt pochodzi z końca XII w. W wyniku ówczesnej przebudowy zmieniono wcześniej istniejącą bazylikę i starano się budowli nadać typowy dla kaplic dwupoziomowych plan centralny. Czczono przechowywane tutaj relikwie Krzyża Świętego, przywiezione zapewne z Italii przez Dytryka z Landsbergu (wraz z tzw. „krwawiącą” marmurową kolumną). 
Nietypowa forma kaplicy dwupoziomowej wynikała zapewne z wzorowania się przez fundatorów zamku na królewskich siedzibach Hohenstaufów, szczególnie na kaplicy z Egeru. Takim nawiązaniem były także trzy portale kaplicy, przez które prowadziły wejścia przeznaczone dla trzech różnych grup osób: dwa prowadzące na dolny poziom dla rycerstwa i służby oraz jeden prowadzący na górny poziom dla rodziny książęcej. Podobieństwa miały z jednej strony symbolizować wierność Wettynów wobec władców Rzeszy, a z drugiej podkreślać ich własne znaczenie.
Kaplica zbudowana jest w stylu romańskim. Chrystus przedstawiony w tympanonie głównego portalu zapewne pochodzi z najwcześniejszej budowli na tym miejscu i jest inspirowany sztuką z Apulii. Wnętrze podzielone jest romańskimi filarami z ozdobnymi kapitelami. W XVIII w. umieszczono tutaj renesansowy ołtarz pochodzący z początku XVI w.
Kaplica jest jedną z nielicznych zachowanych kaplic dwupoziomowych i jedną z największych spośród nich. Obecnie służy wielu celom: muzeum w Landsbergu przedstawia tu ekspozycje związane z tym miejscem, odbywają się tu odczyty i koncerty, a miejscowa gmina protestancka urządza tu nabożeństwa.